# 土耳其廣播電視公司學校頻道
土耳其廣播電視公司學校頻道（土耳其語：TRT Okul）是土耳其廣播電視公司一條已經不復存在的電視頻道，於2011年1月31日正式開播。這條頻道主要播放由安那托利亞大學（Anadolu University）製作的各類教育節目，並在2019年2月22日結束廣播。